# Лупујешти (Валча)
Лупујешти (рум. Lupuiești) насеље је у Румунији у округу Валча у општини Рошииле. Oпштина се налази на надморској висини од 380 m.

## Становништво
Према подацима из 2002. године у насељу је живело 26 становника, од којих су сви румунске националности.